# Seigo Asada
Seigo Asada (japanisch 浅田 斉吾, Asada Seigo; * 6. März 1980 in Ibaraki, Osaka) ist ein japanischer Dartspieler.

## Karriere
Seigo Asada spielt seit 2012 bei Turnieren der British Darts Organisation mit. Er konnte bereits fünfmal die Japan Open gewinnen. 2014 erreichte Asada zudem das Finale der Hong Kong Open und qualifizierte sich erstmals für die BDO World Darts Championship 2015, dort schied er jedoch in der Vorrunde aus. Ein später konnte er in der Vorrunde den Litauer Darius Labanauskas besiegen, schied jedoch in der nächsten Runde aus. Er nahm an der BDO World Trophy 2016 teil, verlor zum Auftakt aber gegen den Niederländer Danny Noppert mit 3:6. 2017 konnte er das japanische Qualifikationsturnier für die PDC World Darts Championship 2018 gewinnen. Bei seinem Debüt bei einer PDC-Weltmeisterschaft, besiegte er in der Vorrunde den Australier Gordon Mathers mit 2:1. In der ersten Hauptrunde unterlag der Japaner allerdings mit 0:3 gegen Rob Cross. 
Beim World Cup of Darts 2018 vertrat Asada zusammen mit Haruki Muramatsu sein Heimatland. Mit Siegen über Österreich und Kanada, spielte sich das Duo bis ins Viertelfinale, wo sie schließlich den Engländern unterlagen.
Es folgte sein Debüt bei der World Series of Darts, wo er beim Shanghai Darts Masters in Runde 1 gegen Peter Wright ausschied. Erneut konnte er sich als japanischer Vertreter für die PDC World Darts Championship 2019 qualifizieren. In seinem Erstrundenspiel konnte er nach einem 0:2-Satzrückstand gegen den Polen Krzysztof Ratajski noch 3:2 gewinnen, ehe er in Runde 2 gegen James Wade knapp ausschied. Beim World Cup of Darts 2019 konnten Asada und Muramatsu an die Leistungen des Vorjahres erfolgreich anknüpfen. Das Duo spielte sich dieses Mal bis ins Halbfinale, wo es gegen die späteren Turniersieger aus Schottland unterlag. Im August 2019 konnte Asada auf der PDC Asian Tour seine Turniersiege vier und fünf einfahren und sich als Zweitplatzierter der Asian Tour Order of Merit für die PDC World Darts Championship 2020 qualifizieren. Da er jedoch bereits das japanische Qualifikationsturnier gewonnen hatte, rückte Yuki Yamada, als dritter der Asian Tour Order of Merit nach.
Bei seiner dritten PDC-Weltmeisterschaft konnte er erstmals in die dritte Runde vordringen, nachdem er Mickey Mansell und Keegan Brown geschlagen hatte. In der dritten Runde unterlag er dem späteren Weltmeister Peter Wright. Anfang 2020 nahm Asada erstmals an der PDC Qualifying School teil. Am dritten Tag scheiterte jedoch im entscheidenden Spiel am Kanadier Jeff Smith mit 4:5 und konnte sich somit keine Tourkarte sichern. Beim World Cup of Darts 2020 schied er zusammen mit Yuki Yamada in der ersten Runde gegen die Schotten John Henderson und Robert Thornton aus.
Das japanische Qualifikationsturnier für die PDC World Darts Championship 2021 konnte er dieses Mal nicht als Sieger beenden, denn er schied gegen den späteren Sieger und bis zu diesem Zeitpunkt eher unbekannten Edward Foulkes im Halbfinale aus.
Als einer der ersten Turniersieger auf der PDC Asian Series qualifizierte sich Asada für die erstmals ausgetragene PDC Asian Championship 2022. Er verlor jedoch seine beiden Gruppenspiele gegen den späteren Sieger Christian Perez von den Philippinen und Basem Mahmood Mohamed aus Bahrain und schied somit aus.

## Weltmeisterschaftsresultate

### BDO
- 2015: Vorrunde (1:3-Niederlage gegen  Brian Dawson)
- 2016: 1. Runde (2:3-Niederlage gegen  Wesley Harms)
- 2017: Vorrunde (1:3-Niederlage gegen  Jeff Smith)

### PDC
- 2018: 1. Runde (0:3-Niederlage gegen  Rob Cross)
- 2019: 2. Runde (2:3-Niederlage gegen  James Wade)
- 2020: 3. Runde (2:4-Niederlage gegen  Peter Wright)